# Ruri-ji (Hyōgo)

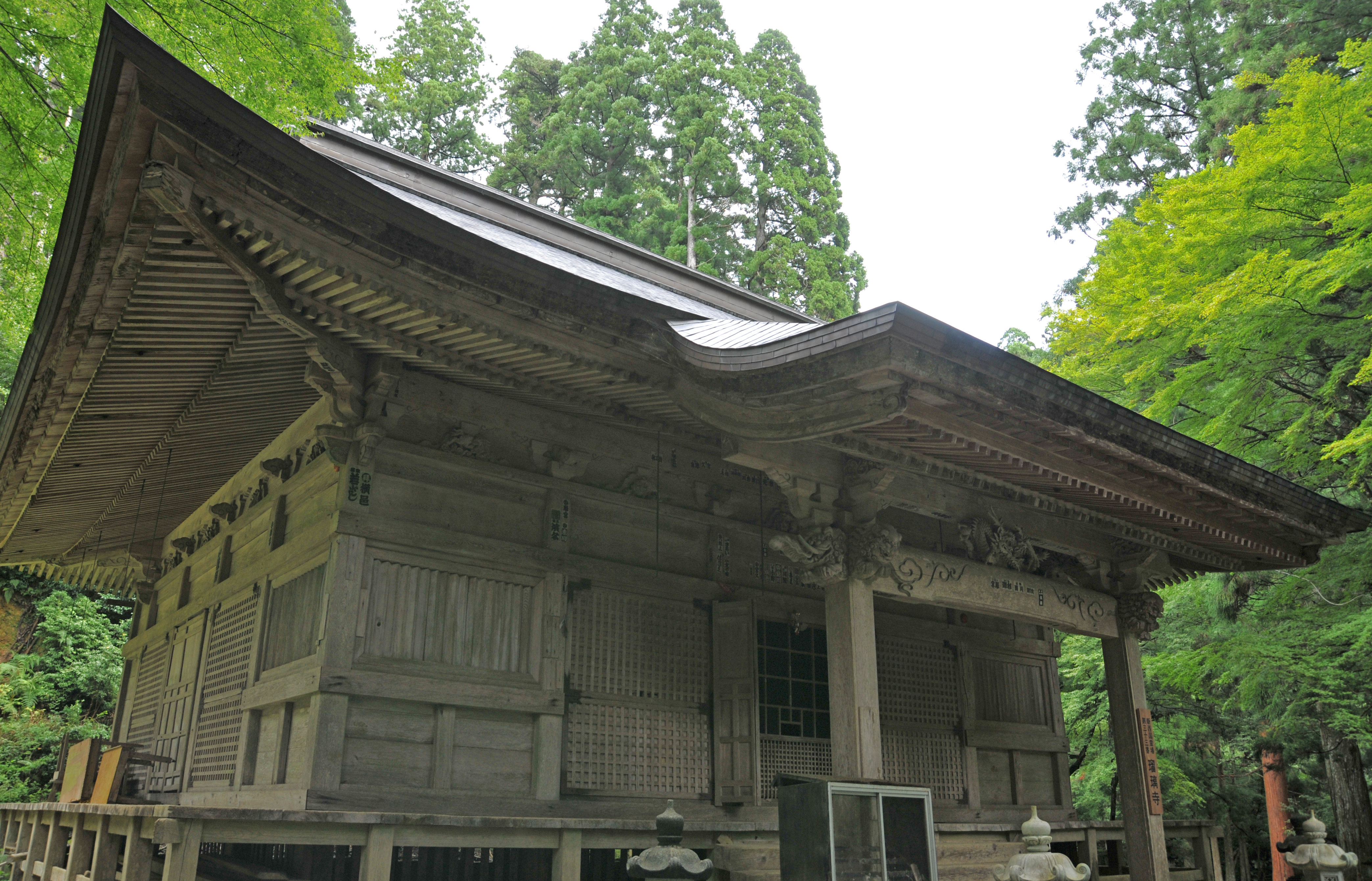
Haupthalle

Der Ruri-ji (japanisch 瑠璃寺) mit dem Bergnamen Funakoshi-san (船越山) ist ein Tempel des Kōyasan-Zweigs (高野山真言宗 Kōyasan-shingon-shū) der Shingon-Richtung des Buddhismus in Sayō, Landkreis Sayō (佐用郡佐用町) in der  Präfektur Hyōgo. Er liegt am Osthang des Funakoshiberges und ist der 33. und in der traditionellen Zählung der letzte Tempel des Neuen Saigoku-Pilgerwegs.

## Geschichte

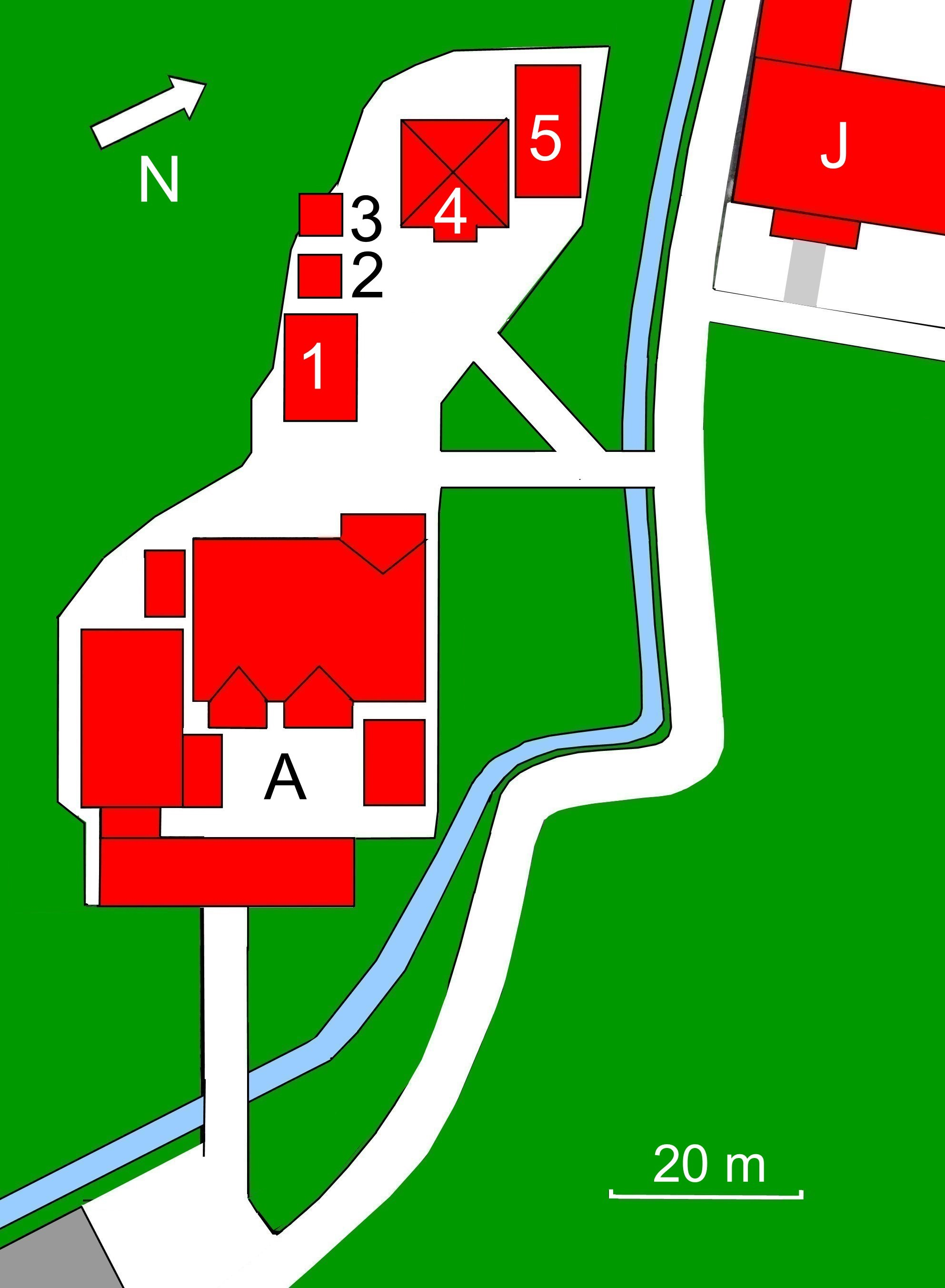
Plan des Tempels (s. Text)

Der Überlieferung nach ging Priester Gyōki im Jahr 728 im Hafen von Morozu (室津) an Land und erblickte im Norden ein leuchtendes Viereck. Als Gyōki, um dies genauer anzusehen, am Fuße der Berge angelangt war, traf er auf einen alten Mann, der sagte, „Ich bin der lehrende heilige Arzt der Jōruri Welt (浄瑠璃世界)“ und verwandelte sich in einen goldglänzenden Buddha. Gyōki bat daraufhin Kaiser Shōmu ihn beim Bau eines Tempels zu unterstützen, was dieser auch tat. Des Kaisers wird in der Shōten-Halle gedacht, deren Name eine Zusammenziehung des kaiserlichen Namens Shōmu Tennō ist.
In der Neuzeit gehörte der Ruri-ji zum Shōgo-in (聖護院) in Kyōto und blühte als Ort des Shugendō und wurde auch Nankō-bo (南光坊) genannt. In dieser Gegend hielten sich viele Yamabushi und Shugen-Anhänger auf, die vom Tempel betreut wurden. Während der Zeit der Nord- und Südhöfe und der Muromachi-Zeit gab es enge Verbindungen zu den „Männern von Harima“ (播磨の雄 Harima no o) und dem Akamatsu-Klan, die alten Tempel waren politisch aktiv.

## Anlage
Unten im Tal begrüßt das Tempeltor (山門 Sammon) den Pilger, das hier als Niō-Tor (仁王門), also als Tor mit den beiden Tempelschächtern rechts und links vom Durchgang, ausgeführt ist. Von dort sind es noch 800 m in einem Seitental Richtung Nordosten bis zum Tempelbereich. Man überquert einen Bach und steigt zum Tempel hoch und hat dann die Haupthalle (本堂 Hondō; 1 im Plan) vor sich. Daneben steht die Tempelglocke (鐘楼 Shōrō; 2) auf einem Podest und die kleine Kaisan-Halle (開山堂; 3), die dem Tempelgründer gewidmet ist. Rechts folgen weitere Gebäude des Tempels, die Goma-Halle (護摩堂; 4) und die Shōten-Halle (聖天堂; 5).
Links von der Haupthalle befindet sich das Abt- und Mönchsquartier (A). Unten, auf der anderen Seite des Baches, steht ein Untertempel, das Jōfuku-in (常福院; J).

## Tempelschätze
Als Wichtige Kulturgüter Japans sind folgende Schätze registriert:
1. Ein heiliger Fudō Myōō mit zwei kindlichen Begleitern, farbig auf Seide (絹本著色不動明王二童子像 Kenpon chakuchoku Fudō Myōō nidōji zō), aufbewahrt im Nationalmuseum Nara. Die  Gruppe zeigt Charakteristika der späten Heian-Zeit, stammt aber aus dem Beginn der Kamakura-Zeit. Links unten sieht man den Begleiter Kongara (矜羯羅), rechts den Seitaka (制叱迦). Fudō sitzt in der Mitte auf einem Stein.
2. Ein sitzender Fudō Myōō aus Holz (木造不動明王坐像 Mokuzō Fudō Myōō zazō), Heian-Zeit. Er befindet sich in der Goma-Halle.

## Bilder

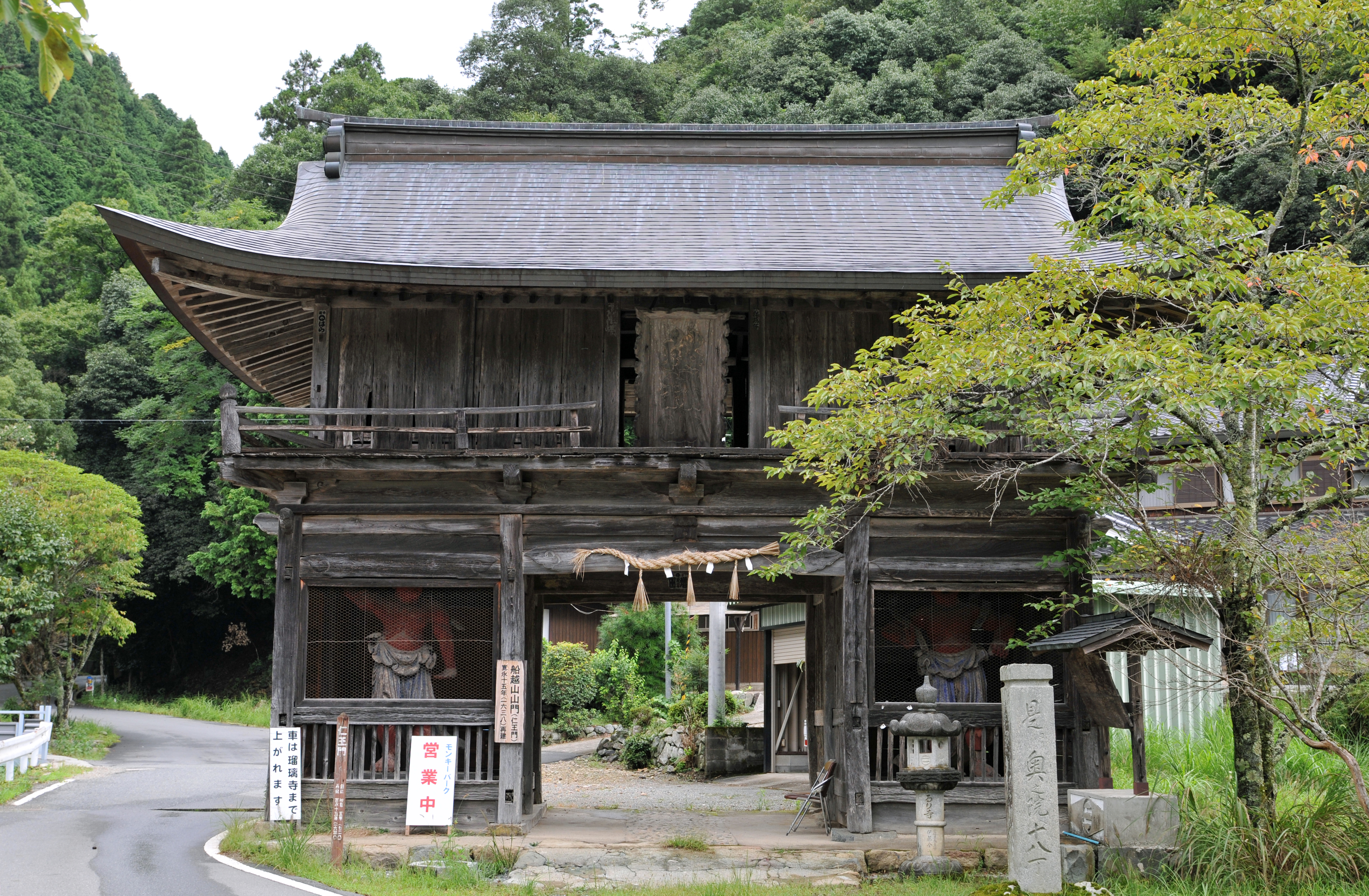
Tempeltor
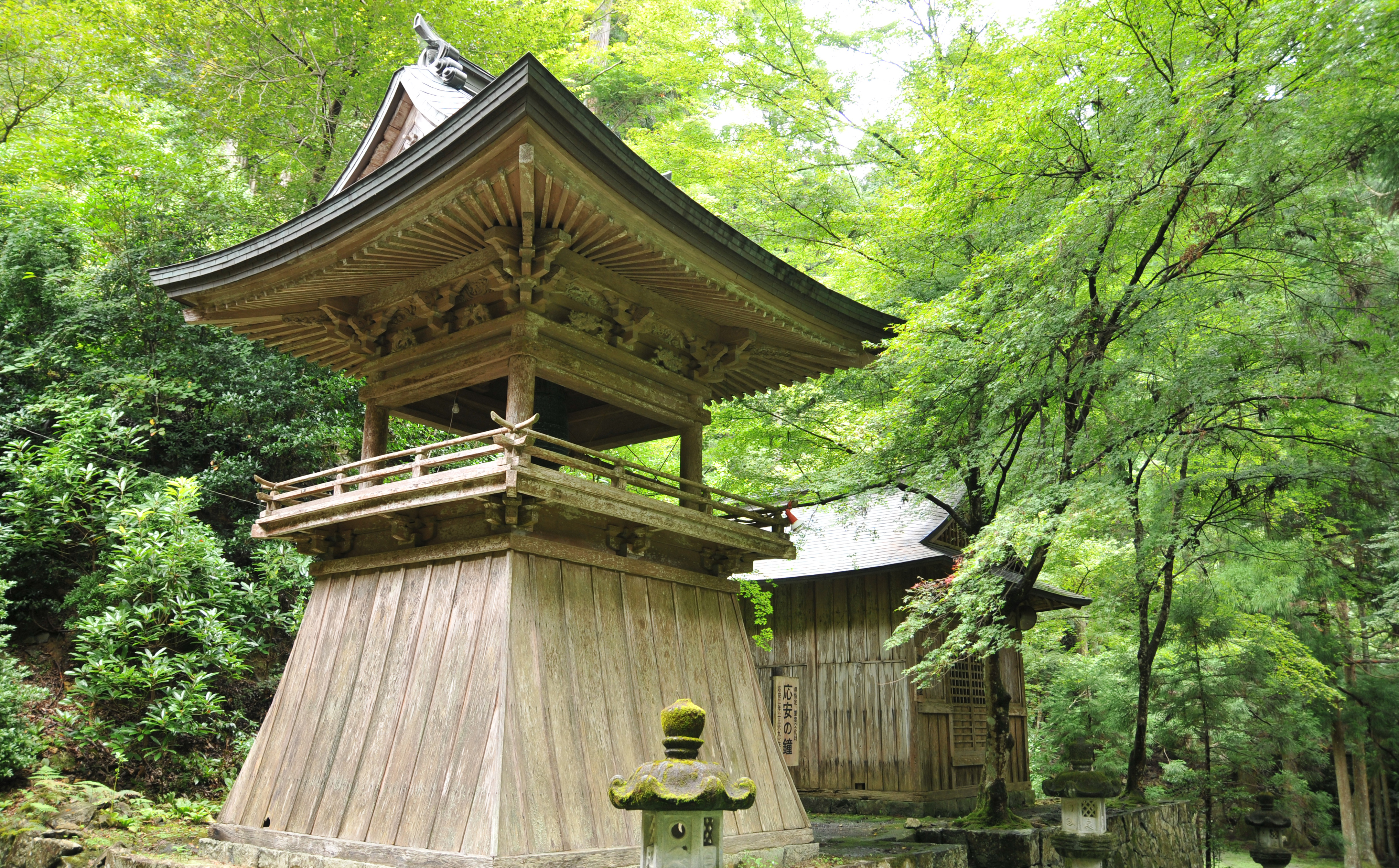
Glocke und Kaisan-Halle
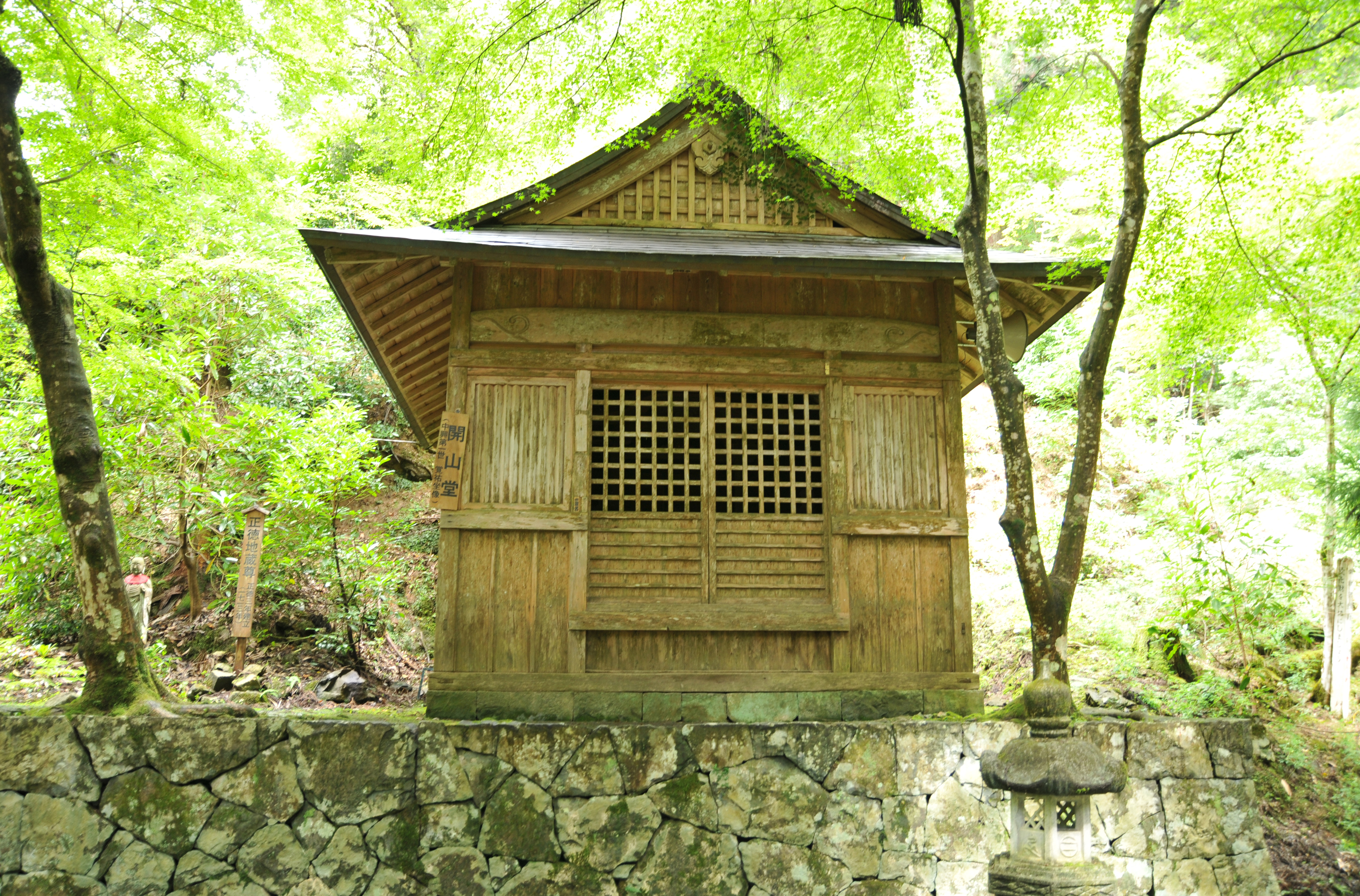
Kaisan-Halle
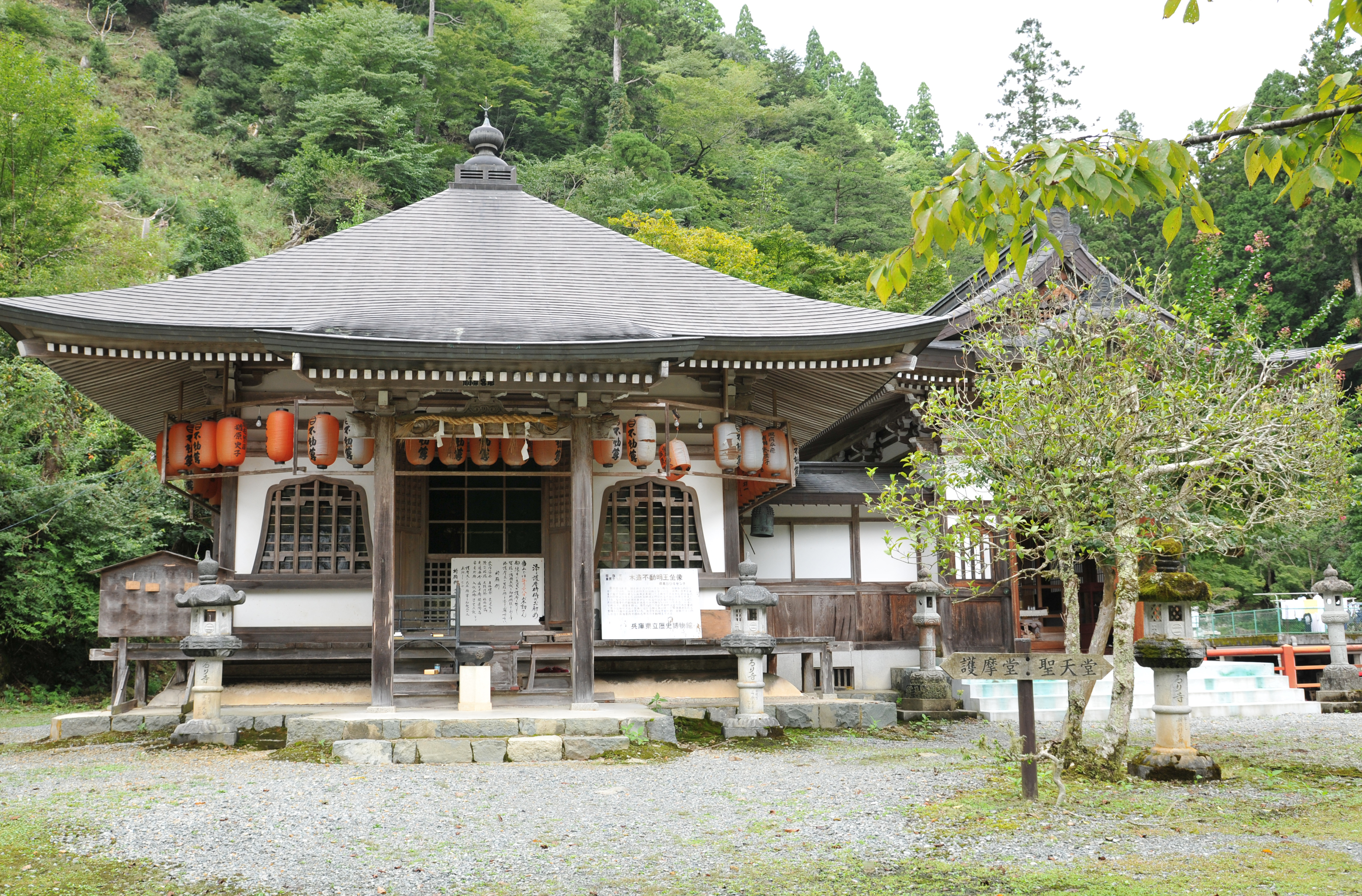
Goma- und Shōten-Halle dahinter
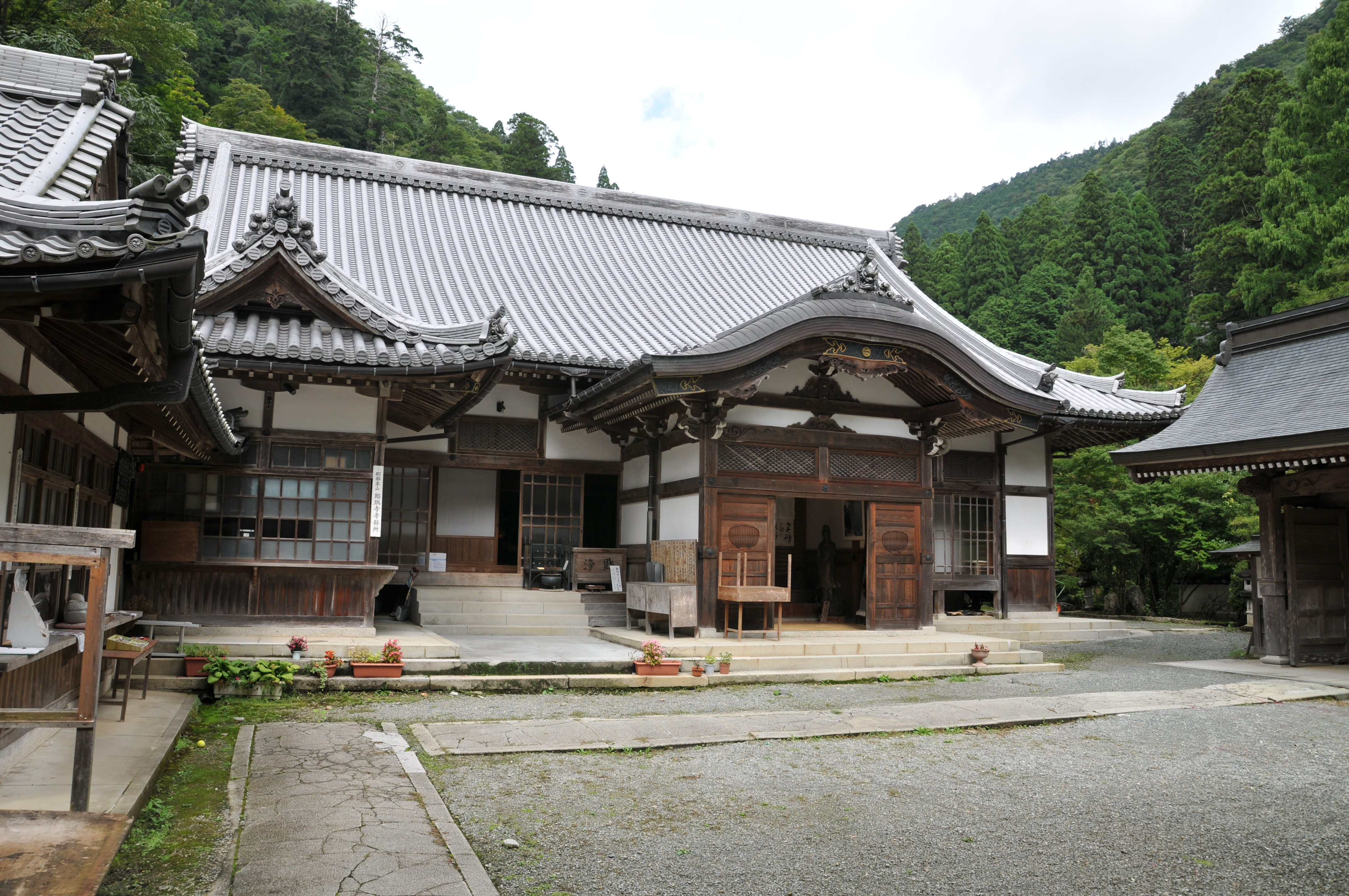
Im Abtquartier
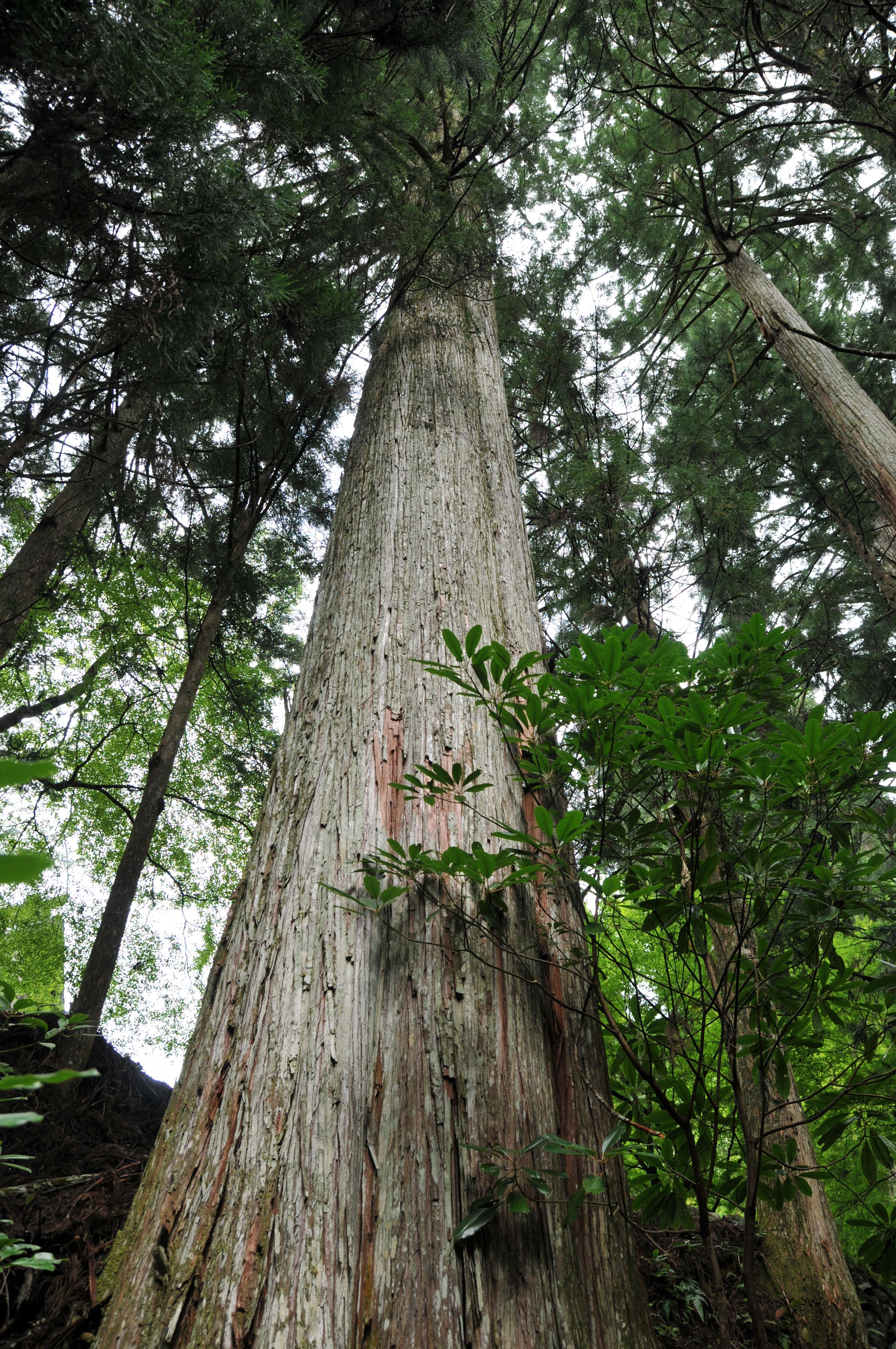
Kannon-Sugi
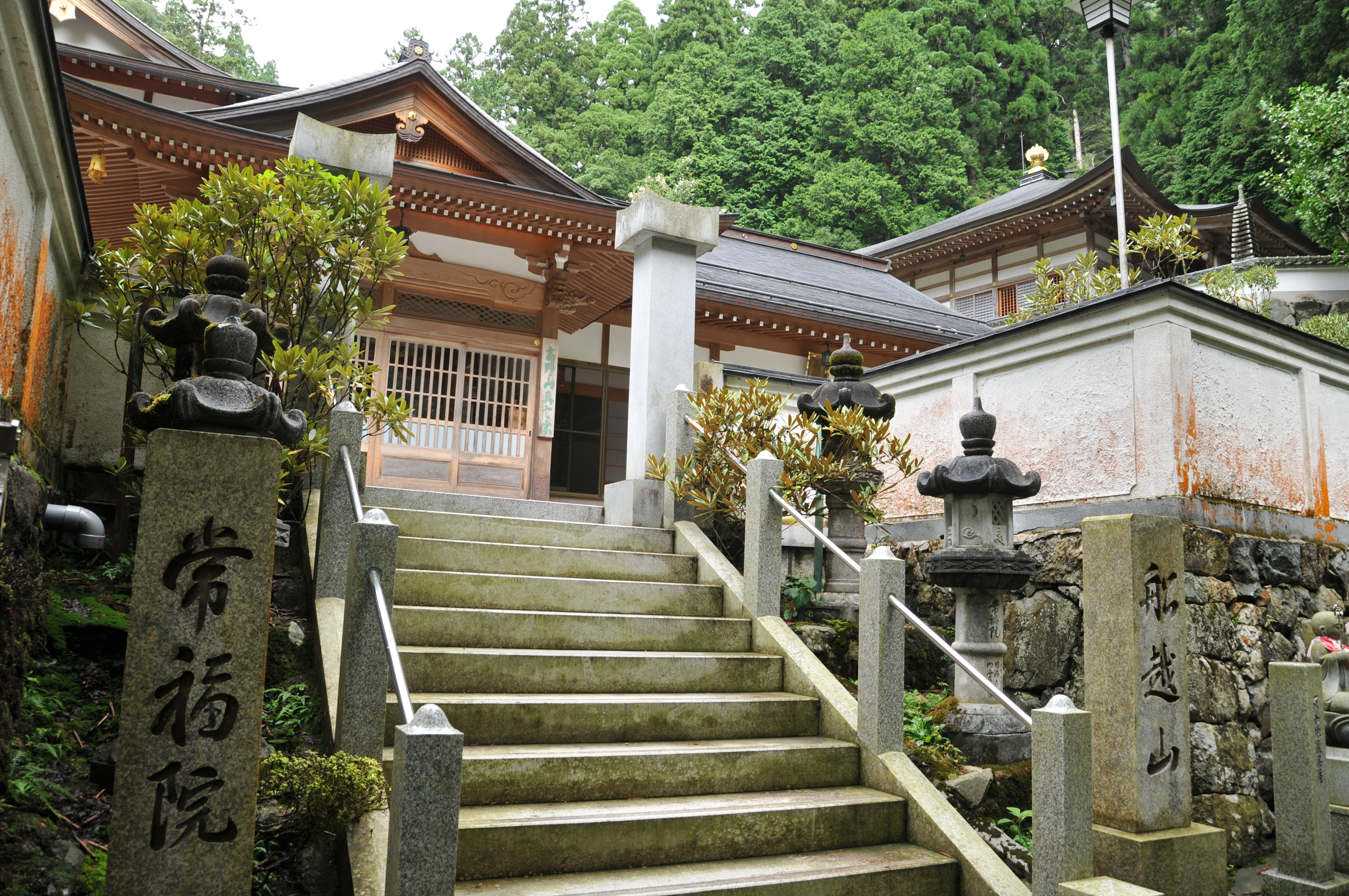
Jōfuku-in